# Lambertz Open by STAWAG 1999
Il Lambertz Open by STAWAG 1999 è stato un torneo di tennis facente parte della categoria ATP Challenger Series nell'ambito dell'ATP Challenger Series 1999. Il torneo si è giocato a Aquisgrana in Germania dal 1° al 7 novembre 1999 su campi in sintetico indoor.

## Vincitori

### Singolare
Raemon Sluiter ha battuto in finale  David Prinosil con il punteggio di 2–6, 6–4, 7–6

### Doppio
Lars Burgsmüller /  Takao Suzuki hanno battuto in finale  Juan Ignacio Carrasco /  Jairo Velasco, Jr. con il punteggio di 7–6, 6–4